# Speleotema

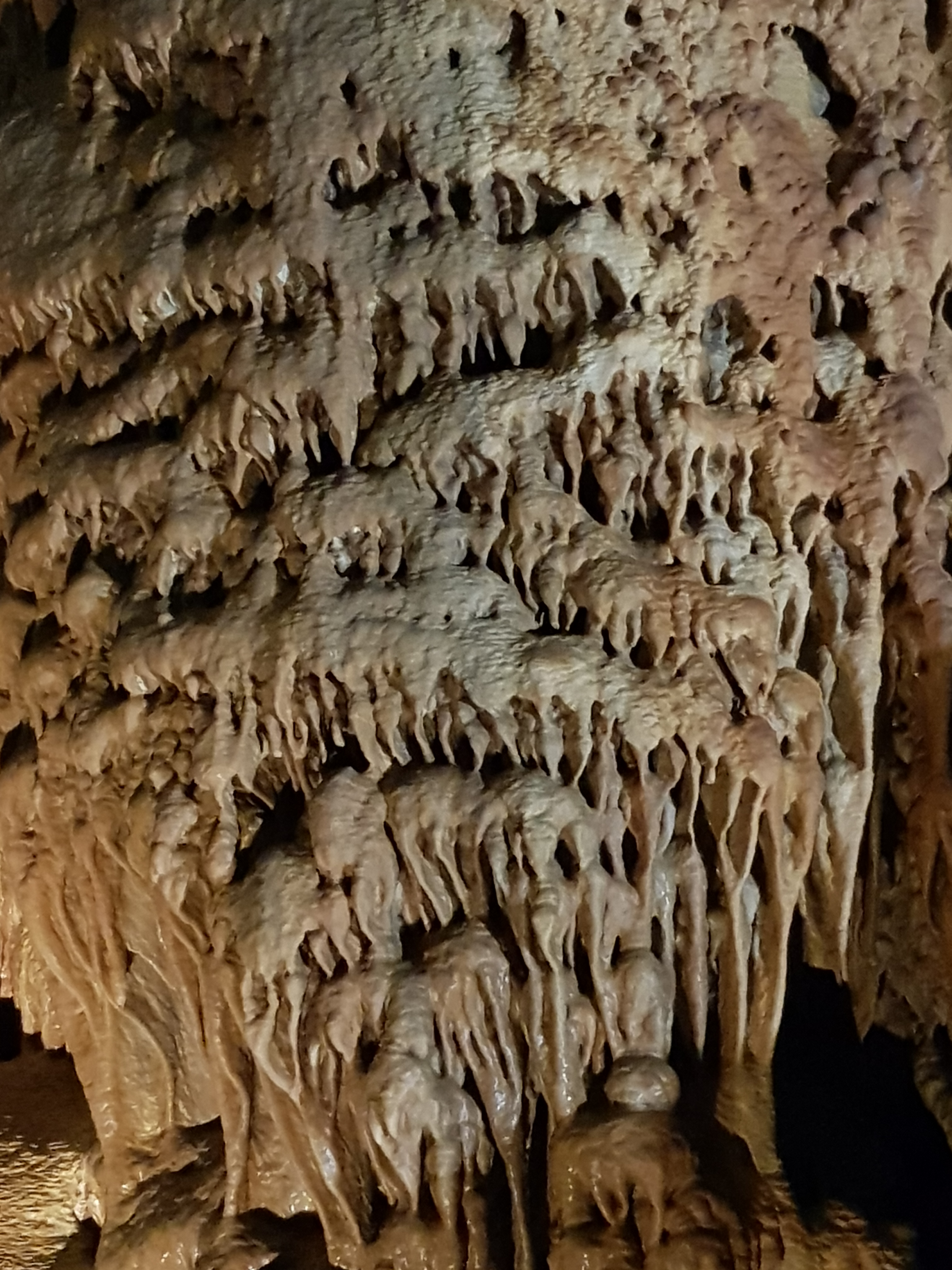
Speleotemi nella Grotta di Clamouse, Francia

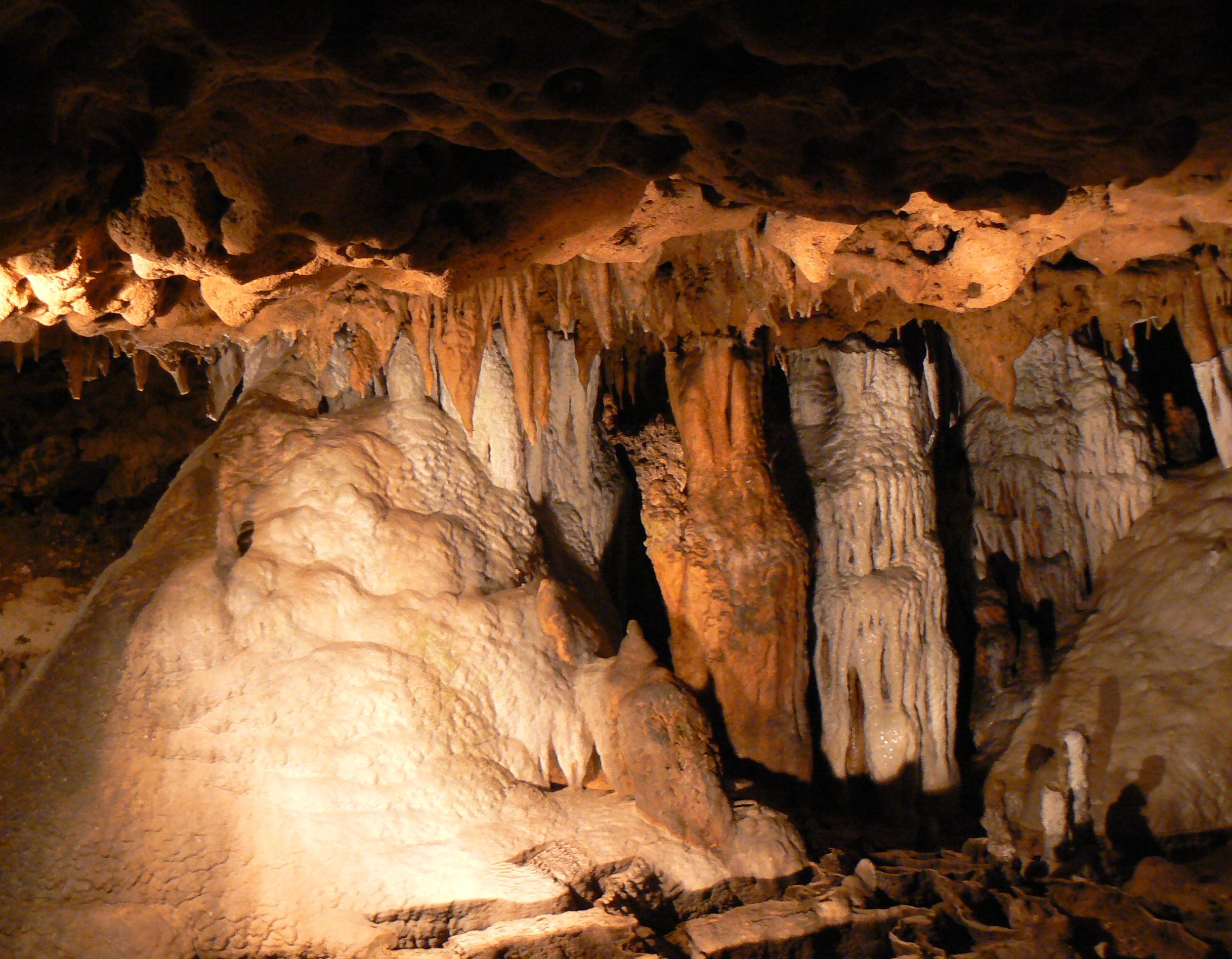
Speleotemi in una grotta della Florida

Uno speleotema (in greco, "deposito in grotta") è un deposito minerale secondario formatosi in una grotta. Gli speleotemi sono tipiche formazioni in grotte formate a seguito di dissoluzione di rocce carsiche.

## Origine, composizione e morfologia
In geologia un ambiente carsico è costituito da rocce relativamente solubili, come calcare-dolomia, gesso o salgemma. L'acqua meteorica che penetra nelle fessure della roccia in posto è capace di dissolvere quest'ultima grazie alla presenza dell'anidride carbonica prelevata negli strati organici di suolo che solitamente coprono il substrato roccioso. Quando la soluzione raggiunge l'ambiente di grotta, la pressione parziale della CO2 nell'acqua di infiltrazione è nettamente superiore a quella dell'atmosfera di grotta; il conseguente degassamento di anidride carbonica altera la capacità dell'acqua di mantenere in soluzione minerali precedentemente dissolti, causando la precipitazione dei soluti. Gli speleotemi verranno così formati dall'alternarsi di sottili strati minerali depositatisi nel corso di migliaia o decine di migliaia di anni. Il gocciolamento dell'acqua dal soffitto della grotta darà vita a stalattiti e stalagmiti, mentre il flusso su pareti o su pavimenti originerà colate.